# Lemniscate de Bernoulli

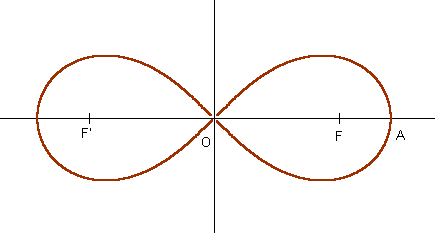
La lemniscate de Bernoulli.

La lemniscate de Bernoulli est une courbe plane unicursale. Elle porte le nom du mathématicien et physicien suisse Jacques Bernoulli.

## Histoire
La lemniscate de Bernoulli fait partie d'une famille de courbes décrite par Jean-Dominique Cassini en 1680, les ovales de Cassini. Jacques Bernoulli la redécouvre en 1694 au détour de travaux sur l'ellipse, et la baptise lemniscus (« ruban » en latin). Le problème de la longueur des arcs de la lemniscate est traité par Giulio Fagnano en 1750.

## Définition géométrique

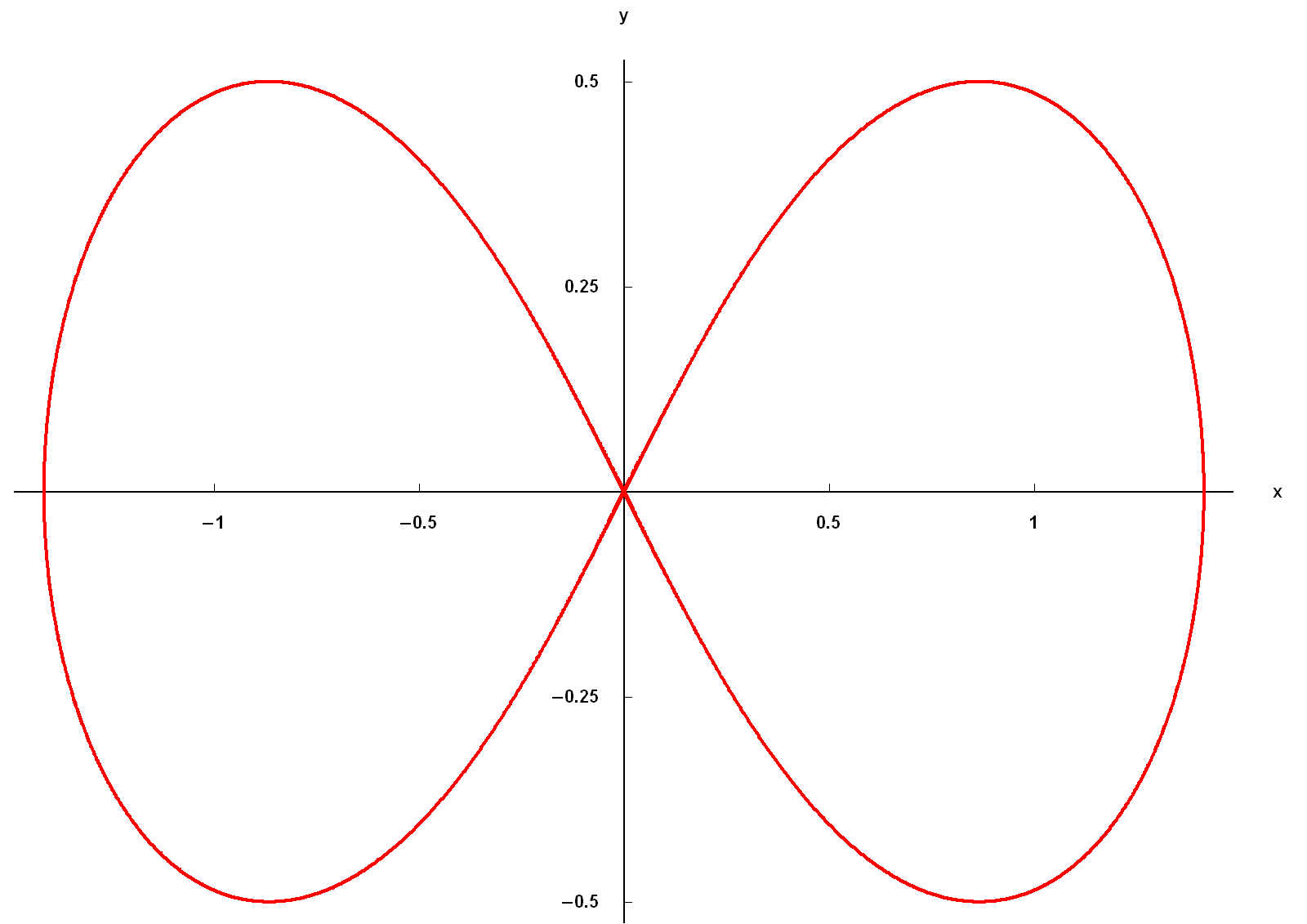
Une lemniscate de Bernoulli.

Une lemniscate de Bernoulli est l'ensemble des points M vérifiant la relation :
{\displaystyle {\rm {MF\times MF'=OF^{2}}}}
où F et F′ sont deux points fixes et O leur milieu. Les points F et F′ sont appelés les foyers de la lemniscate, et O son centre.
Alternativement, on peut définir une lemniscate de Bernoulli comme l'ensemble des points M vérifiant la relation :
{\displaystyle {\rm {|MF-MF'|=OM\,{\sqrt {2}}.}}}
La première relation est appelée « équation bipolaire », et la seconde « équation tripolaire ».
La courbe ainsi définie fait partie de la famille des lemniscates (courbes en forme de 8), dont elle est l'exemple le plus connu et le plus riche en propriétés. Pour sa définition, elle est l'exemple le plus remarquable d'ovale de Cassini. Elle représente aussi la section d'un tore particulier par un plan tangent intérieurement.

## Équations dans différents systèmes de coordonnées

### Au moyen de la demi-distance focaleOF =d
Posons OF = d. En coordonnées polaires (l'axe polaire étant OF), la lemniscate de Bernoulli admet pour équation : 
{\displaystyle \rho ^{2}=2d^{2}\cos {2\theta }~\left(-{\tfrac {\pi }{4}}\leq \theta \,[\pi ]\leq +{\tfrac {\pi }{4}}\right).}
En coordonnées cartésiennes (l'axe des abscisses étant OF), la lemniscate de Bernoulli a pour équation (implicite) :
{\displaystyle (x^{2}+y^{2})^{2}=2d^{2}\,(x^{2}-y^{2}).}
L'abscisse x décrit l'intervalle {\displaystyle \left[-d\,{\sqrt {2}},d\,{\sqrt {2}}\right]} (les bornes sont atteintes pour y = 0). L'ordonnée y décrit l'intervalle {\displaystyle \left[-{\tfrac {d}{2}},{\tfrac {d}{2}}\right]~} (les bornes sont atteintes pour {\displaystyle x=\pm \,d\,{\tfrac {\sqrt {3}}{2}}} ).
Il est possible d'expliciter y en fonction de x :
{\displaystyle y=\pm \,d\,{\sqrt {{\sqrt {1+4\left({\frac {x}{d}}\right)^{2}}}-\left[1+\left({\frac {x}{d}}\right)^{2}\right]}}~~\left(|x|\leq d{\sqrt {2}}\right)}
mais il est généralement plus pratique de manipuler l'équation implicite que d'utiliser cette expression explicite de y.

#### Représentations paramétriques
En partant de l'équation en coordonnées polaires ρ2 = 2 d2 cos 2θ on peut représenter la lemniscate de Bernoulli par les deux équations suivantes, en prenant pour paramètre l'angle polaire θ :
{\displaystyle {\begin{cases}x=d\,\cos \theta \,{\sqrt {2\cos 2\theta }}\\y=d\,\sin \theta \,{\sqrt {2\cos 2\theta }}\end{cases}}}
Cette représentation présente cependant le défaut que pour parcourir une fois la lemniscate il faut faire varier θ de –π/4 à +π/4 puis de 3π/4 à 5π/4, une variation qui n'est pas continue ni monotone.
Une meilleure représentation paramétrique est donnée par :
{\displaystyle {\begin{cases}x=d{\sqrt {2}}\;{\dfrac {\sin \varphi }{1+\cos ^{2}\varphi }}\\\\y=d{\sqrt {2}}\;{\dfrac {\sin \varphi \cos \varphi }{1+\cos ^{2}\varphi }}\end{cases}}}
La lemniscate est parcourue une fois en faisant varier φ de –π à +π. Le paramètre φ est directement relié à l'angle polaire par la relation cos φ = tan θ, ou θ = arctan(cos φ).
On peut aussi convertir la représentation précédente, trigonométrique, en une représentation paramétrique rationnelle :
{\displaystyle {\begin{cases}x=d{\sqrt {2}}\;{\dfrac {t+t^{3}}{1+t^{4}}}\\\\y=d{\sqrt {2}}\;{\dfrac {t-t^{3}}{1+t^{4}}}~.\end{cases}}}
La lemniscate est parcourue une fois en faisant varier t de –∞ à +∞. Le paramètre t est directement relié à l'angle φ par la relation t = tan(φ/2).

### Au moyen du demi-axeOA =a
La plupart des équations précédentes sont un peu plus simples et naturelles si l'on pose {\displaystyle a=d\,{\sqrt {2}}}  (demi-axe de la lemniscate).
En coordonnées polaires (l'axe polaire étant OA), la lemniscate de Bernoulli admet pour équation : 
{\displaystyle \rho ^{2}=a^{2}\cos {2\theta }~\left(-{\tfrac {\pi }{4}}\leq \theta \,[\pi ]\leq +{\tfrac {\pi }{4}}\right).}
En coordonnées cartésiennes (l'axe des abscisses étant OA), la lemniscate de Bernoulli a pour équation (implicite) :
{\displaystyle (x^{2}+y^{2})^{2}=a^{2}\,(x^{2}-y^{2}).}
L'abscisse x décrit l'intervalle [–a, a] (les bornes sont atteintes pour y = 0). L'ordonnée y décrit l'intervalle {\displaystyle \left[-{\tfrac {a}{2{\sqrt {2}}}},{\tfrac {a}{2{\sqrt {2}}}}\right]~} (les bornes sont atteintes pour {\displaystyle x=\pm \,a\,{\tfrac {\sqrt {6}}{4}}} ). La demi-distance focale est {\displaystyle \mathrm {OF} =\mathrm {OF'} ={\tfrac {a}{\sqrt {2}}}.}
Il est possible d'expliciter y en fonction de x :
{\displaystyle y=\pm \,{\frac {a}{\sqrt {2}}}\,{\sqrt {{\sqrt {1+8\left({\frac {x}{a}}\right)^{2}}}-\left[1+2\left({\frac {x}{a}}\right)^{2}\right]}}~~(|x|\leq a)}
mais il est généralement plus pratique de manipuler l'équation implicite que d'utiliser cette expression explicite de y.

#### Représentations paramétriques
En partant de l'équation en coordonnées polaires ρ2 = a2 cos 2θ on peut représenter la lemniscate de Bernoulli par les deux équations suivantes, en prenant pour paramètre l'angle polaire θ :
{\displaystyle {\begin{cases}x=a\,\cos \theta \,{\sqrt {\cos 2\theta }}\\y=a\,\sin \theta \,{\sqrt {\cos 2\theta }}\end{cases}}}
Cette représentation présente cependant le défaut que pour parcourir une fois la lemniscate il faut faire varier θ de –π/4 à +π/4 puis de 5π/4 à 3π/4, une variation qui n'est pas continue ni monotone.
Une meilleure représentation paramétrique est donnée par :
{\displaystyle {\begin{cases}x=a\;{\dfrac {\sin \varphi }{1+\cos ^{2}\varphi }}\\\\y=a\;{\dfrac {\sin \varphi \cos \varphi }{1+\cos ^{2}\varphi }}\end{cases}}}
La lemniscate est parcourue une fois en faisant varier φ de –π à +π. Le paramètre φ est directement relié à l'angle polaire par la relation cos φ = tan θ, ou θ = arctan(cos φ).
On peut aussi convertir la représentation précédente, trigonométrique, en une représentation paramétrique rationnelle :
{\displaystyle {\begin{cases}x=a\;{\dfrac {t+t^{3}}{1+t^{4}}}\\\\y=a\;{\dfrac {t-t^{3}}{1+t^{4}}}~.\end{cases}}}
La lemniscate est parcourue une fois en faisant varier t de –∞ à +∞. Le paramètre t est directement relié à l'angle φ par la relation t = tan(φ/2).

## Propriétés

### Longueur
La longueur de la lemniscate de Bernoulli vaut :
{\displaystyle L={\frac {2\pi \,a}{M(1,{\sqrt {2}})}}=4a\int _{0}^{1}{\frac {\mathrm {d} t}{\sqrt {1-t^{4}}}}=2{\sqrt {2}}\,K\left({\frac {1}{\sqrt {2}}}\right)\,a={\frac {\left(\operatorname {\Gamma } (1/4)\right)^{2}}{\sqrt {2\pi }}}\,a\simeq 5{,}24412\,a}
où M(u, v) désigne la moyenne arithmético-géométrique de deux nombres u et v, {\displaystyle K(1/{\sqrt {2}})} est une intégrale elliptique de première espèce et Γ est la fonction gamma.

### Superficie

L'aire de la lemniscate de Bernoulli est égale à l'aire des deux carrés bleus

L'aire délimitée par la lemniscate de Bernoulli vaut :
{\displaystyle S=a^{2}=2d^{2}.}
Quadrature de la lemniscate : impossible pour le cercle, la quadrature exacte est possible pour la lemniscate de Bernoulli. Son aire est en effet égale à celle de deux carrés égaux (le côté des carrés étant la distance entre le centre et un foyer de la lemniscate). Cette aire est aussi égale à l'aire d'un carré dont le côté est la distance séparant le centre d'un sommet de la lemniscate.

### Familles de courbes
La lemniscate de Bernoulli est un cas particulier d'ovale de Cassini, de lemniscate de Booth, de spirale sinusoïdale et de spirique de Persée.

La podaire d'une hyperbole équilatère (en bleu) est une lemniscate de Bernoulli (en rouge).

### Relation avec l'hyperbole équilatère
La podaire d'une hyperbole équilatère par rapport à son centre est une lemniscate de Bernoulli.

### Relation avec les triangles
Pour deux points B et C et un angle α aigu fixe, une lemniscate de Bernoulli est le lieu des points A tels que, dans le triangle ABC, la médiane issue de A et sa symédiane forment un angle α ; le centre de la lemniscate est alors le milieu de [BC].

## Le symbole de l'infini?
La lemniscate de Bernoulli est souvent considérée comme une courbe qui se parcourt sans fin. Cette caractéristique de la lemniscate serait à l'origine du symbole de l'infini, ∞, mais une autre version vient contredire cette hypothèse, l'invention du symbole étant attribuée au mathématicien John Wallis, contemporain de Bernoulli.